# Ginevra Sforza
Ginevra Sforza (ur. 1440 w Ankonie, zm. 16 maja 1507 w Busseto) - nieślubna córka Alessandra Sforzy, pana Pesaro, żona Sante Bentivoglio, rządcy Bolonii, a później jego następcy Giovanniego II Bentivoglio, znana z zamiłowania do przepychu i bezwzględności wobec wrogów.
19 maja 1454 poślubiła Sante Bentivoglio w kościele San Giacomo Maggiore w Bolonii. Miała z nim dwoje dzieci: Costenza (1458–1491) i Ercole (1459–?). W 1463 zmarł jej mąż Sante, a już kilka miesięcy później, w 1464 wyszła za mąż za Giovanniego II Bentivoglio, kuzyna Sante, stając się jednocześnie jego doradczynią w sprawach dotyczących polityki. Prawdopodobnie już wcześniej istniał między nimi romans. Ginevra urodziła drugiemu mężowi szesnaścioro dzieci, z których jedenaścioro dożyło wieku dorosłego:
- Annibale (1469–1540), poślubił Lukrecję d'Este i był panem Bolonii w latach 1511–1512;
- Ermes (?-1513);
- Alessandro (1474–1532), poślubił Ippolitę Sforza;
- Camilla, zakonnica;
- Isotta, zakonnica;
- Francesca, poślubiła Galeotto Manfrediego;
- Antongaleazzo, protonotariusz apostolski
- Eleonora;
- Laura, poślubiła Giovanniego Gonzagę;
- Violante, poślubiła Pandolfo IV Malatestę
- Bianca.

Giovanni i Ginevra dwukrotnie musieli stawić czoło spiskom przeciwko ich władzy w mieście. W 1488 spisek zawiązała rodzina Malvezzi, a w 1501 rodzina Marescotti. Gdy spisek Marescottich został wykryty, Giovanni, idąc za radą żony, rozkazał stracić wielu jego uczestników, a innych skazał na wygnanie. Po trzęsieniu ziemi, jakie nawiedziło Bolonię w 1505 spiskowcy, którym udało się zbiec, albo zostali wygnani, zwrócili się o pomoc do papieża Juliusza II. Ten zaś zmusił Giovanniego i jego rodzinę do opuszczenia miasta. Ginevra również została wygnana i ekskomunikowana, jako że nie oddaliła się wystarczająco od Bolonii. Zmarła 16 maja 1507, a jej ciało zostało pochowane we wspólnym, bezimiennym grobie niedaleko Busseto. Rok później zmarł również Giovanni.